# Manuel Oliver Hurtado
Manuel Oliver y Hurtado (Málaga, 1831-Madrid, 9 de abril de 1892) fue un sacerdote e historiador español, miembro de la Real Academia de la Historia.

## Biografía
Comenzó a estudiar derecho en la Universidad de Granada y acabó la carrera en Madrid. Después ingresó en el Cuerpo Facultativo de Archiveros, Bibliotecarios y Arqueólogos y trabajó como bibliotecario. En 1866 ingresó en la Real Academia de la Historia y en 1881 en la Real Academia de Bellas Artes de San Fernando.
Era hermano del también sacerdote José Oliver y Hurtado, con quien compuso el estudio La batalla de Vejer o del lago de Janda (1869), donde tras un riguroso estudio de las fuentes cristianas y musulmanas afirman que la batalla de Guadalete tuvo lugar en La Janda.

## Obras
- La batalla de Vejer o del lago de Janda (1869)
- Munda pompeyana (1861)
- Iliberis y Granada

### Valoración de su obra
En palabras de Antonio Ubieto Arteta, hablando de la evolución historiográfica sobre la historia de Aragón, afirmaba en 1989 que en su obra supuso un nuevo avance al continuar la labor iniciada por Joaquín Traggia ya que «republicó las Genealogías de Roda, los documentos procedentes de Siresa y utilizó los textos francos ya conocidos. Pero tuvo el innegable mérito de recoger los documentos antiguos de los monasterios de Leire (Navarra) y San Juan de la Peña (Huesca). Por otro lado, ya aparecen incorporados a su estudio los textos árabes disponibles en su época (Ajbar Machmúa, Ibn Idarí, al-Maqgari, En-Nuwairí). Aunque preferentemente trata de los orígenes del reino de Pamplona, se adelantó bastante en los estudios sobre los orígenes de Aragón.»